# Le Prophète désobéissant
Le Prophète désobéissant est un tableau en grisaille du peintre français Jean-Léon Gérôme réalisé vers 1895/1900,. L'œuvre est de format horizontal.

## Description
Gérôme s'inspira du chapitre XIII du Premier Livre des Rois et employa la grisaille, qui est une technique de peinture cumulant plusieurs niveaux de gris, du blanc au noir.

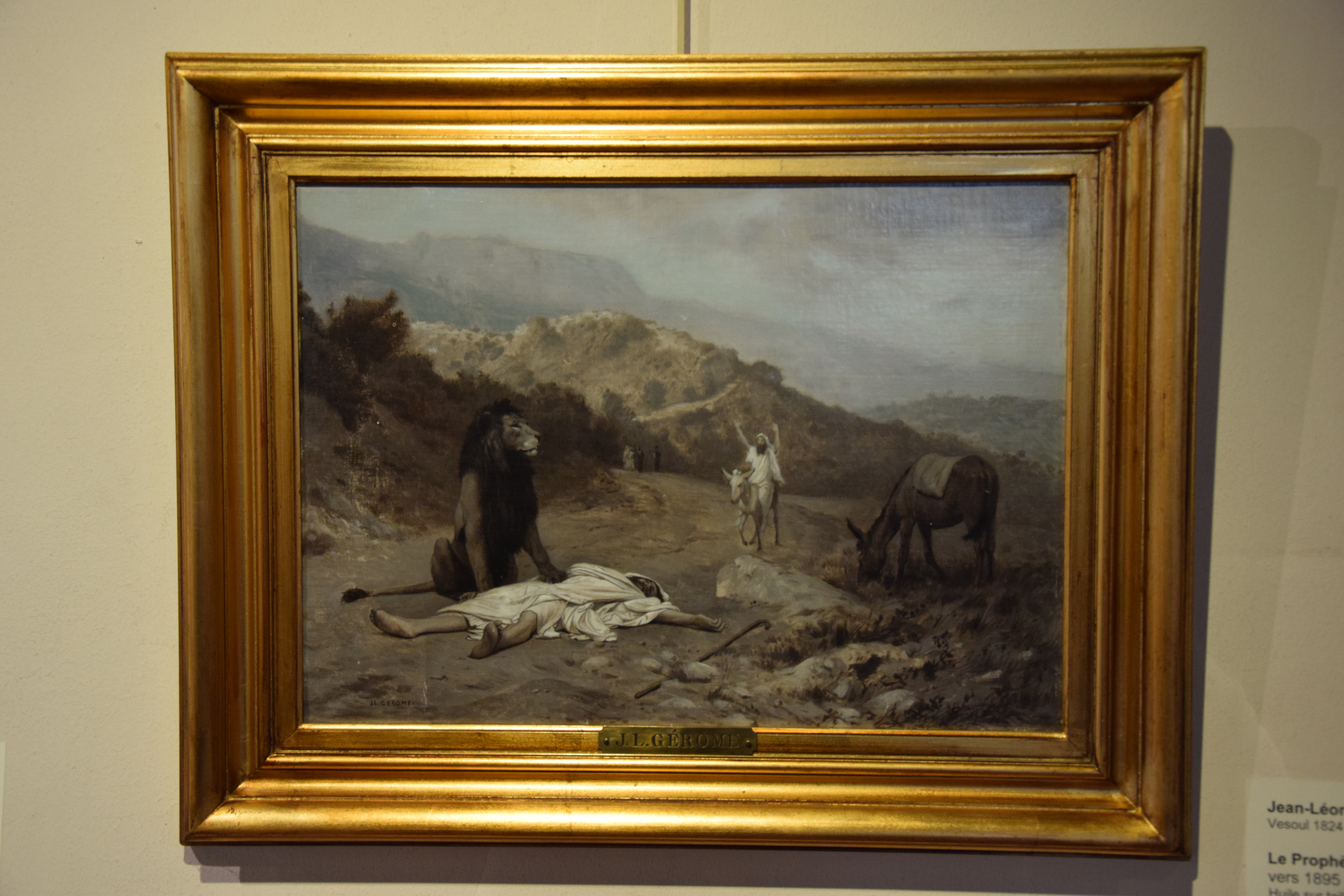
Le tableau avec son encadrement.